# Estrella de la India (película de 1954)
Estrella de la India (título original: Star of India) es una película británico-italiana de aventuras de 1954 dirigida por Arthur Lubin y protagonizada por Cornel Wilde y Jean Wallace.

## Argumento
Es la Francia del siglo XVIII durante el reinado de Luis XIV, también apodado el Rey Sol. Un aristócrata llamado Pierre St. Laurent vuelve de la guerra en la India y descubre que sus posesiones han sido usurpadas por una bella viuda llamada Katrina, que dice haberlas adquirido. Durante posteriores indagaciones descubre que fueron confiscadas por el poderoso gobernador y rico recolector de impuestos y colector de joyas Narbonne porque St. Laurent presuntamente no había pagado los impuestos. Habiendo sido vendidas a esa viuda para poder financiar las guerras de Luis XIV se vuelve improbable que las recupere aunque utilice la ley para ello.
Estando en esta grave situación, él acepta la oferta de la nueva y joven propietaria de recuperar cierta valiosa joya para ella a cambio de devolverle luego sus posesiones. De esa manera se ve envuelto en una muy peligrosa empresa, en el que no puede fiarse de nadie. Descubre con el tiempo que esa valiosa joya es la Estrella de la India, que Narbonne robó por capricho a los hindúes matando a tres personas para ello y que incluso el corrupto rey Luis XIV ansía de forma criminal sabiendo que Narbonne la tiene escondida aunque no sabe dónde para regalarlo a la preciosa y caprichosa Madame de Montespan, que está encaprichada de ella. También descubre que la bella viuda también la quiere pero no para poseerla sino para entregarla a los hindúes, que lo valoran como objeto religioso, y así evitar un violento levantamiento por parte de ellos en su afán de así recuperarlo y para vengar la muerte de su hermano que fue uno de los que Narbonne mató para conseguir esa joya. 
Finalmente, viendo las nobles intenciones de la mujer y dándose cuenta de que esta joya solo despierta codicia, violencia y asesinatos entre la gente europea, él accede a robarlo para ella, la cual quiere entregarlo luego al gobierno holandés que le dio dinero para comprar las posesiones para ese propósito para así apoyarla en su empresa con dinero adicional para que luego sea devuelta por ellos y acabar así con las tensiones en la India que amenazan en el caso de un levantamiento a las posesiones holandesas, británicas y francesas que poseen allí, en ese país. 
Tras muchas luchas y pesquisas St. Laurent consigue con éxito la joya que estaba escondida en una estatua pequeña de Narbonne y finalmente él tiene que matar con ayuda a Narbonne y a sus hombres que intentan matarlo para recuperarla. Luego la joya es entregada a los holandeses, que lo entregan a los hindúes, St. Laurent recupera sus posesiones y se casa luego con la bella viuda, de la que se ha enamorado mientrastanto y viceversa, y con la que va a vivir en sus posesiones el resto de sus días.

## Reparto
- Cornel Wilde - Pierre St. Laurent
- Jean Wallace - Katrina
- Herbert Lom - Narbonne
- Yvonne Sanson - Madame de Montespan
- John Slater - Emile
- Walter Rilla - Van Horst
- Basil Sydney - Luis XIV